# Ngựa hoang đảo Sable

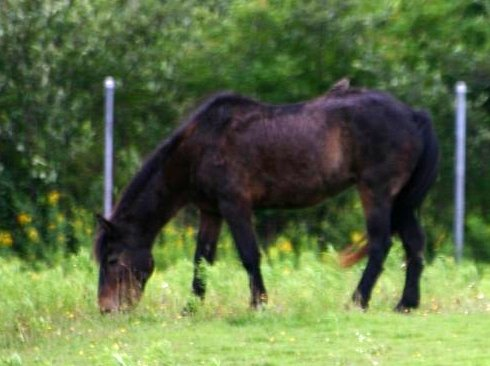
Một con ngựa hoang đảo Sable

Ngựa hoang đảo Sable là một giống ngựa hoang nhỏ được tìm thấy trên đảo Sable, một hòn đảo ngoài khơi bờ biển Nova Scotia, Canada. Nó là một loại ngựa nhỏ, thường có kích thước của loại ngựa lùn, nhưng với một kiểu hình ngựa và ngựa tổ tiên, và thường có màu tối. Những con ngựa đầu tiên được quần tụ trên đảo vào cuối thế kỷ thứ mười tám, và nhanh chóng trở thành hoang dã. Ngựa bổ sung sau đó được vận chuyển để cải thiện con giống của đàn gia súc. Chúng được làm sử dụng để bán, để giết thịt, mà vào những năm 1950 đã đặt chúng vào nguy cơ tuyệt chủng. Năm 1960, chính phủ Canada bảo vệ những con ngựa bằng pháp luật trong trạng thái hoang dã của chúng.
Từ những năm 1980 trở đi, việc nghiên cứu đàn không xâm lấn đã được thực hiện, và trong năm 2007, một phân tích di truyền được thực hiện kết luận rằng đàn là duy nhất về mặt di truyền đủ để quan tâm bảo tồn. Trong năm 2008, những con ngựa đã tuyên bố là con ngựa chính thức của đảo Nova Scotia, và vào năm 2011, hòn đảo này tuyên bố Cục Dự trữ quốc gia đảo Sable. Đàn ngựa này không được quản lý và bảo vệ một cách hợp pháp từ can thiệp của con người. Những con ngựa chỉ sống tại đảo Sable trong Công viên hoang dã trên đất liền của Nova Scotia, với đàn gia súc sau hậu duệ của những con ngựa bị loại bỏ từ Đảo Sable trong những năm 1950.

## Đặc điểm
Những con ngựa còn lại trên đảo Sable là hoang dã. Chúng thường cao từ 52 và 56 inch (132 và 142 cm). Con đực từ trung bình đảo khoảng 360 kg (790 lb) và cái khoảng 300 kg (660 lb). Các nguồn thức ăn có sẵn trên đảo đã vô hình trung giới hạn kích thước của chúng, con đẻ của ngựa mà đã được đưa ra khỏi đảo và được cho ăn thức ăn chứa nhiều chất dinh dưỡng nói chung là lớn hơn những con trên đảo. Về thể chất, những con ngựa giống con ngựa Tây Ban Nha, với chiếc cổ cong dốc. Nhìn chung, chúng là chắc nịch và ngắn, với cổ chân ngắn mà cho phép chúng di chuyển dễ dàng trên mặt đất cát hoặc bề mặt thô. 

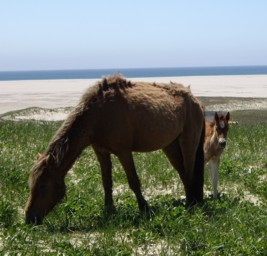

Ngựa Đảo Sable có bộ lông rất xù xì, bờm và đuôi, đặc biệt là trong mùa đông. Đuôi là đầy đủ và- hạ thấp. Lông khoác của chúng chủ yếu là màu đen, nhưng một số không có những mảng trắng. Khoảng một nửa là các màu vịnh, với phần còn lại phân bố trong hạt dẻ, Palomino và đen. Nhiều con ngựa hoang đảo Sable có một dáng vẻ dáng đi tự nhiên. Những con ngựa Đảo Sable là một dân số con ngựa hoang dã mà là hoàn toàn không quản: chúng không phải chịu bất kỳ loại can thiệp nào cả.
Nghiên cứu quan sát, được coi là không xâm lấn để đàn, đôi khi được tiến hành. Dân số đàn dao động giữa 160 và 360 loài động vật, với những con số thay đổi dựa trên mức độ thời tiết. Dân số được chia thành nhiều đàn nhỏ hơn, từ 40 đến 50 trong số, mỗi số giới hạn trong khoảng 3 cây số vuông (1,2 sq mi). Do thiếu các động vật ăn thịt, nên con ngựa già thường bị chết đói sau khi răng bị mòn bởi một đời tiếp xúc với cát và cỏ chi, một loại cỏ dai cứng. Một tình trạng thiếu thực phẩm chất dinh dưỡng trên đảo giới hạn kích thước của con ngựa, con đẻ của những người bị loại bỏ khỏi hòn đảo và lớn lên trên chế độ ăn tốt hơn là lớn hơn đáng kể. 

## Lịch sử

### Hình thành
Đảo Sable là một hòn đảo có hình lưỡi liềm hẹp nằm khoảng 300 km (190 dặm) về phía đông của Nova Scotia. Nó đạt 42 km (26 dặm) và được bao bọc trong các đụn cát và cỏ. Hơn 350 loài chim và 190 loài thực vật được tìm thấy trên đảo, ngoài những đàn ngựa hoang. Ngựa ở Halifax, Nova Scotia để bán đấu giá vào năm 1902, sau khi đã được tống cổ khỏi hòn đảo. Mặc dù truyền thuyết phổ biến cho rằng ngựa đảo Sable đã bơi vào bờ từ nhiều vụ đắm tàu hoặc đã được du nhập bởi nhà thám hiểm Bồ Đào Nha từ thế kỷ 16 nhưng không được hỗ trợ bởi bằng chứng lịch sử và di truyền. Trong thực tế, những con ngựa đã cố tình du nhập với hòn đảo trong thế kỷ 18.
Những con ngựa đầu tiên ghi lại được đưa ra bởi một mục sư Boston, Mục sư Andrew Lê Mercier, năm 1737 nhưng hầu hết đã bị đánh cắp. Những con ngựa ngày nay được cho là bởi hầu hết các nhà sử chọn giống và các nhà khoa chọn giống có nguồn gốc chủ yếu từ những con ngựa bị bắt giữ bởi người Anh từ Acadians trong Acadians. Những con ngựa Acadian là con cháu của một số lô hàng của ngựa Pháp, kể cả thành viên các giống ngựa Breton, ngựa Andalucia và ngựa Norman, sau đó lai chéo với con ngựa từ New England, trong đó có ngựa Tây Ban Nha. Các thương gia Boston và chủ tàu Thomas Hancock mua một số ngựa Acadian và đưa chúng tới đảo Sable vào năm 1760, nơi chúng chăn thả hòn đảo này là đồng cỏ Mặc dù thường được gọi là ngựa lùn do kích thước nhỏ của chúng, chúng có một kiểu hình con ngựa và một tổ tiên sáng tác duy nhất của con ngựa. 

### Cận, hiện đại
Sau khi chính phủ của Nova Scotia thành lập một trạm cứu hộ trên đảo Sable năm 1801, công nhân được đào tạo sử dụng một số trong những con ngựa để chuyên chở vật tư, thiết bị cứu hộ. Nhân viên cứu hộ ghi lại việc nhập khẩu của một con ngựa giống, Jolly, hiện có vào năm 1801, những người có lẽ giống như trong loại để những con ngựa Acadian ban đầu được thả ra trên hòn đảo này. Mặc dù những con ngựa của Jolly không phải là con ngựa đầu tiên trên đảo, nhưng ông là người đầu tiên được xác định bởi tên trong hồ sơ lịch sử, và được biết là đã sống sót trên đảo cho đến ít nhất là năm 1812. Chúng có thể bao gồm cả những con ngựa Thuần Chủng, ngựa Morgan và giống ngựa Clydesdale đã được gửi đến các hòn đảo trong suốt nửa đầu của thế kỷ 19, với hy vọng cải thiện các loại ngựa được tìm thấy trên các hòn đảo và tăng giá mà chúng có thể được bán trên đất liền.
Trong suốt thế kỷ 20 và đầu 19, những con ngựa trên đảo Sable đã được định kỳ được làm tròn lên, làm cho béo tốt hơn và hoặc giữ đảo hoặc vận chuyển đến các đại lục, nơi chúng đã được bán, thường xuyên để giết mổ. Thịt ngựa được sử dụng chủ yếu cho thực phẩm vào cuối năm 1950, và những con ngựa đảo có nguy cơ tuyệt chủng. Một chiến dịch công khai đã được bắt đầu bởi các em cứu sinh để cứu những con ngựa. Năm 1960, như là một phần của Đạo luật Vận Chuyển Canada, chính phủ Canada tuyên bố những con ngựa được bảo vệ hoàn toàn và không còn có thể được làm tròn lên và bán ra ngoài. Luật pháp yêu cầu những người nhận được sự cho phép bằng văn bản trước khi hay nói cách khác có bất cứ điều gì để làm với những con ngựa trên hòn đảo này. 

## Bảo tồn

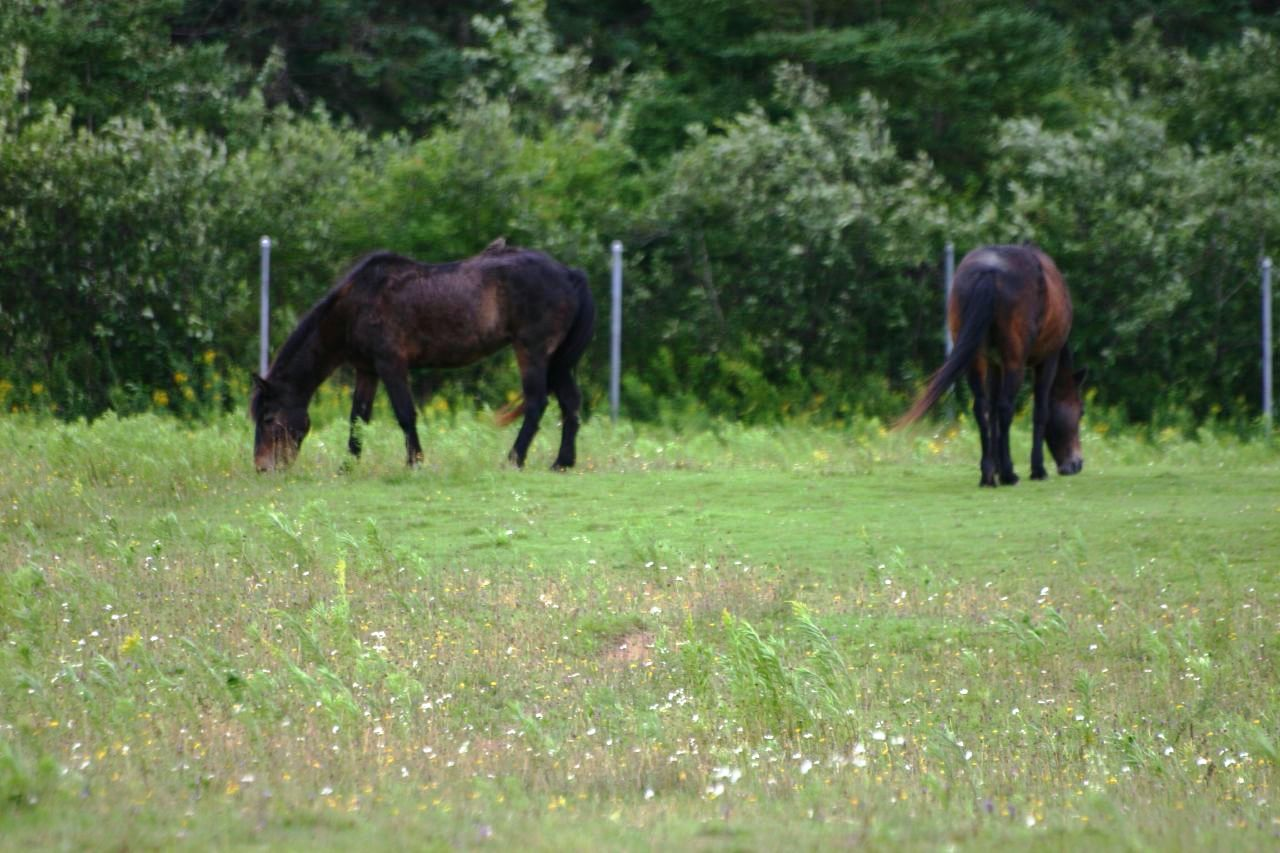
Một đàn ngựa tại khu bảo tồn

Bắt đầu từ giữa những năm 1980, các nghiên cứu dài hạn đã được bắt đầu của đàn ngựa trên Đảo Sable, và vào giữa những năm 2000, hầu hết ngựa sống trên đảo đã ghi chép lịch sử. Năm 2007, một phân tích di truyền của đàn Đảo Sable được thực hiện. Đó là kết luận rằng những con ngựa cũng tương tự như gen đa năng và giống ngựa lùn nhẹ được tìm thấy trong đất liền phía đông Canada, với sự khác biệt có thể được tạo ra bởi quá trình chọn lọc tự nhiên và trôi dạt di truyền. Tuy nhiên, các nhà nghiên cứu cũng nói rằng ngựa đảo Sable đã di truyền "tách đủ từ các giống khác để xứng đáng đặc biệt chú ý bởi các nhóm lợi ích bảo tồn", và rằng sự mất mát của những con ngựa Đảo Sable sẽ nguy hiểm hơn với sự đa dạng di truyền của dân số ngựa Canadia so với sự mất mát của bất kỳ giống khác.
Xói mòn di truyền là một khả năng cao trong dân số ngựa ở Đảo Sable, do số lượng nhỏ của đàn ngựa ngựa. Trong một nghiên cứu của ty thể DNA được công bố vào năm 2012, con ngựa đảo Sable đã được tìm thấy là sự đa dạng di truyền ít nhất trong số 24 quần ngựa nghiên cứu trong đó bao gồm ngựa và ngựa giống cũng như các quần thể hoang dã từ Bắc Mỹ và châu Âu. Một nghiên cứu năm 2014 của Công viên Canada tuyên bố rằng những con ngựa đã bị đe dọa từ số lượng thấp của chúng, lai cận huyết quá mức và thời tiết khắc nghiệt do sự nóng lên toàn cầu.
Trong năm 2008, cơ quan Lập Pháp Nova Scotia tuyên bố các con ngựa hoang đảo Sable Horse là một trong những biểu tượng của tỉnh, làm cho chúng con ngựa chính thức của Nova Scotia. Năm 2011, chính phủ Canada tạo ra các Khu bảo tồn quốc gia Đảo Sable, cho phép bảo vệ hơn hòn đảo và ngựa. Ngoài đảo, Ngựa hoang đảo Sable chỉ sống ở các khu Shubenacadie trong Công viên hoang dã ở Shubenacadie, Nova Scotia. Nó duy trì con cháu của ngựa hoang đảo Sable bị loại bỏ khỏi các đảo trong năm 1950 do Sở Giao thông vận tải Canada chủ trì.